# Mattawamkeag
Mattawamkeag ist eine Town im Penobscot County des Bundesstaates Maine in den Vereinigten Staaten. Im Jahr 2020 lebten dort 596 Einwohner in 339 Haushalten auf einer Fläche von 98,52 km².

## Geografie
Nach dem United States Census Bureau hat Mattawamkeag eine Gesamtfläche von 98,52 km², von der 97,72 km² Land sind und 0,8 km² aus Gewässern bestehen.

### Geografische Lage
Mattawamkeag liegt im Osten des Penobscot County, im Norden grenzt das Aroostook County an. Die westliche Begrenzung des Gebietes bildet der Penobscot River. Durch den südlichen Teil fließt in westlicher Richtung der Mattawamkeag River, der in den Penobscot River mündet. Mehrere kleine Flüsse fließen in südliche Richtung durch das Gebiet der Town und münden im Mattawamkeag River oder im Penobscot River. Zentral liegt der einzige See des Gebietes, der Back Settlement Pond. Die Oberfläche ist eben, ohne nennenswerte Erhebungen.

### Nachbargemeinden
Alle Entfernungen sind als Luftlinien zwischen den offiziellen Koordinaten der Orte aus der Volkszählung 2010 angegeben.
- Norden: South Aroostook, Aroostook County, Unorganized Territory, 33,4 km
- Nordosten: Macwahoc Plantation, Aroostook County, 10,6 km
- Osten: Kingman, Unorganized Territory, 7,9 km
- Südosten: Webster, 12,3 km
- Süden: Winn, 10,8 km
- Westen: Woodville, 11,6 km

### Stadtgliederung
In Mattawamkeag gibt es mehrere Siedlungsgebiete: Back Settlement, Boom Islands, Jordan Mills, Mattawamkeag, Meadowville, Neadeauville und Webb Hill.

### Klima
Die mittlere Durchschnittstemperatur in Mattawamkeag liegt zwischen −11,1 °C (12 °F) im Januar und 20,6 °C (69 °F) im Juli. Damit ist der Ort gegenüber dem langjährigen Mittel der USA um etwa 9 Grad kühler. Die Schneefälle zwischen Oktober und Mai liegen mit bis zu zweieinhalb Metern mehr als doppelt so hoch wie die mittlere Schneehöhe in den USA; die tägliche Sonnenscheindauer liegt am unteren Rand des Wertespektrums der USA.

## Geschichte
Die Town Mattawamkeag wurde am 14. Februar 1860 organisiert. Zuvor war das Gebiet im Jahr 1854 als Mattawamkeag Plantation organisiert. Diese befand sich auf dem Gebiet einer vormaligen indianischen Siedlung der östlichen Abenaki. Bedingt durch die Lage an zwei großen Flüssen wurde das Gebiet durch europäische Einwanderer bereits im Jahr 1624 ergründet. Ein erster Siedler ließ sich im Jahr 1829 nieder. In dem Jahr erreichte auch die Militärstraße nach Houlton Mattawamkeag.

### Einwohnerentwicklung
| Volkszählungsergebnisse – Town of Mattawamkeag, Maine | Volkszählungsergebnisse – Town of Mattawamkeag, Maine | Volkszählungsergebnisse – Town of Mattawamkeag, Maine | Volkszählungsergebnisse – Town of Mattawamkeag, Maine | Volkszählungsergebnisse – Town of Mattawamkeag, Maine | Volkszählungsergebnisse – Town of Mattawamkeag, Maine | Volkszählungsergebnisse – Town of Mattawamkeag, Maine | Volkszählungsergebnisse – Town of Mattawamkeag, Maine | Volkszählungsergebnisse – Town of Mattawamkeag, Maine | Volkszählungsergebnisse – Town of Mattawamkeag, Maine | Volkszählungsergebnisse – Town of Mattawamkeag, Maine |
| Jahr                                                  | 1800                                                  | 1810                                                  | 1820                                                  | 1830                                                  | 1840                                                  | 1850                                                  | 1860                                                  | 1870                                                  | 1880                                                  | 1890                                                  |
| ----------------------------------------------------- | ----------------------------------------------------- | ----------------------------------------------------- | ----------------------------------------------------- | ----------------------------------------------------- | ----------------------------------------------------- | ----------------------------------------------------- | ----------------------------------------------------- | ----------------------------------------------------- | ----------------------------------------------------- | ----------------------------------------------------- |
| Einwohner                                             |                                                       |                                                       | 7                                                     | 16                                                    |                                                       |                                                       | 280                                                   | 356                                                   | 456                                                   | 633                                                   |
| Jahr                                                  | 1900                                                  | 1910                                                  | 1920                                                  | 1930                                                  | 1940                                                  | 1950                                                  | 1960                                                  | 1970                                                  | 1980                                                  | 1990                                                  |
| Einwohner                                             | 527                                                   | 517                                                   | 553                                                   | 461                                                   | 843                                                   | 803                                                   | 945                                                   | 988                                                   | 1000                                                  | 830                                                   |
| Jahr                                                  | 2000                                                  | 2010                                                  | 2020                                                  | 2030                                                  | 2040                                                  | 2050                                                  | 2060                                                  | 2070                                                  | 2080                                                  | 2090                                                  |
| Einwohner                                             | 825                                                   | 687                                                   | 596                                                   |                                                       |                                                       |                                                       |                                                       |                                                       |                                                       |                                                       |

## Kultur und Sehenswürdigkeiten

### Bauwerke
In Mattawamkeag wurde ein Bauwerk unter Denkmalschutz gestellt und ins National Register of Historic Places aufgenommen. 
- George W. Smith Homestead, 1980 unter der Register-Nr. 80000249.[9]

## Wirtschaft und Infrastruktur

### Verkehr
Zentral durch das Gebiet von Mattawamkeag verläuft in nordsüdlicher Richtung der U.S. Highway 2 und parallel zum Penobscot River, im westlichen Teil der Town, die Maine State Route 157.
Mattawamkeag liegt an der Strecke der Eastern Maine Railway.

### Öffentliche Einrichtungen
In Mattawamkeag gibt es keine medizinischen Einrichtungen oder Krankenhäuser. Nächstgelegene Einrichtungen für die Bewohner von Mattawamkeag befinden sich in Lincoln und Howland.
In Mattawamkeag befindet sich die Mattawamkeag Public Library an der Maine Street.

### Bildung
Mattawamkeag gehört mit Chester und Lincoln zum Regional School Unit 67. Im Schulbezirk stehen folgende Schulen zur Verfügung:
- Ella P. Burr School in Lincoln, mit Schulklassen von Pre-Kindergarten bis zum 3. Schuljahr
- Mattanawcook Jr. High School  in Lincoln, vom 4. bis zum 8. Schuljahr
- Mattanawcook Academy in Lincoln, vom 9. bis zum 12. Schuljahr